# (16706) Svojsík
(16706) Svojsík, désignation internationale (16706) Svojsik, est un astéroïde de la ceinture principale.

## Description
(16706) Svojsik est un astéroïde de la ceinture principale. Il fut découvert le 30 juillet 1995 à l'Observatoire d'Ondřejov par Petr Pravec. Il présente une orbite caractérisée par un demi-grand axe de 2,86 UA, une excentricité de 0,06 et une inclinaison de 2,5° par rapport à l'écliptique.

## Compléments